# Rumpologia
Rumpologia, bundologia ou leitura das nádegas é uma pseudociência semelhante à fisiognomia, realizada por meio do exame de fendas, covinhas, verrugas, sinais e pregas das nádegas de uma pessoa, da mesma maneira que um quirologista leria a palma da mão .

## História
O termo rumpologia é um neologismo. A astróloga americana Jackie Stallone (mãe do ator Sylvester Stallone) afirma que a rumpologia é conhecida por ter sido praticada nos tempos antigos pelos babilônios, pelos indianos, pelos gregos e antigos romanos, embora ela não forneça nenhuma evidência para essa afirmação. Jackie Stallone foi a grande responsável pelo suposto "renascimento" da rumpologia nos tempos modernos.

## Teoria e prática
Os rumpologistas têm uma variedade de teorias quanto ao significado de diferentes características posteriores. De acordo com Stallone, as nádegas esquerda e direita revelam o passado e o futuro de uma pessoa, respectivamente, embora ela também tenha comentado que "A divisão dos glúteos corresponde à divisão dos dois hemisférios do cérebro". De acordo com o clarividente e cético alemão Ulf Beck, um formato muscular das nádegas como o da maçã indica alguém carismático, dinâmico, muito confiante e bastante criativo, enfim, uma pessoa que gosta de vida. Já um formato como o da pera sugere alguém muito firme, paciente e pé-no-chão."  O rumpologista britânico Sam Amos também usa a forma das nádegas para diagnosticar a personalidade  e afirma que "um formato arredondado indica que a pessoa tem uma postura aberta, feliz e otimista na vida. No entanto, um formato plano das nádegas sugere que a pessoa é bastante vaidosa, negativa e triste." 
A rumpologia pode ser realizada por observação visual direta, toque ou ainda através de fotografias das nádegas. Além de fazer leituras ao vivo, Jackie Stallone faz leituras das nádegas usando fotografias digitais enviadas por e-mail. Ela afirmou prever os resultados das eleições presidenciais e prêmios do Oscar lendo os traseiros de seus dois cachorros da raça Doberman Pinschers . Ulf Beck afirma que ele pode ler o futuro das pessoas sentindo as nádegas nuas daqueles que procura suas consultas.

## Críticas
Ao assistir um programa de TV chamado "rumpologista", do Professor José Miranda (um aluno de Stallone ), a sensitiva Sheree Silver da Flórida dissociou-se da prática, dizendo ao jornal Sun-Sentinel : "Eu não consigo imaginar alguém perdendo seu tempo e dinheiro com alguém assim, quando há tantos médiuns legítimos para consultar".